# CAPICOM
CAPICOM的全名是Cryptographic API Component Object Model，是微軟的Windows作業系統裡的元件，可以讓電腦用來以數碼方式簽署資料、程式碼、驗證數位簽章、將資料包裝起來做為私人之用、雜湊資料、將資料加密／解密等。
為了支援密碼編譯功能，微軟在 Windows API 之中加入了 Cryptographic API (CryptoAPI)，然而 CryptoAPI 的使用方法相當複雜，為了簡化 CryptoAPI 的使用，微軟即將它以 COM 的方式包裝成 CAPICOM，讓應用程式只需要利用 COM 呼叫方式，即可使用 CryptoAPI。